# 宮崎市立大塚小学校
宮崎市立大塚小学校（みやざきしりつ おおつかしょうがっこう）は、宮崎県宮崎市大塚町鎌ヶ迫にある公立の小学校。

## 概要
歴史
1971年（昭和46年）創立。2021年（令和3年）に創立50周年を迎えた。
校章
中央に「塚」の文字を配している。
校歌
1986年（昭和61年）に創立15周年を記念して制定された。作詞は、作曲はによる。歌詞は3番まであり、各番の歌詞中に校名の「大塚小」が登場する。
学校の木・花
学校の木は藤、学校の花はカンナ。1990年（平成2年）に制定。
通学区域
- 宮崎市のうち「大塚町（一部）・大塚台東一丁目（一部）」。
- 中学校区は宮崎市立大塚中学校[1]。

## 沿革
- 1971年（昭和46年）
  - 4月1日 - 「宮崎市立大塚小学校」（現校名）が開校。　　　
  - 5月6日 - 開校式を挙行。
  - 12月1日 - 完全給食を開始。
- 1972年（昭和47年）8月 - プールが完成。
- 1975年（昭和50年）4月 - 体育館が完成。
- 1976年（昭和51年）3月 - 西校舎が完成。
- 1982年（昭和57年）11月 - 米飯給食を実施。
- 1986年（昭和61年）5月25日 - 校歌を制定。
- 1990年（平成2年）2月 - 学校の木を「藤」と制定。
- 1994年（平成6年）5月 - プールを改修。
- 1995年（平成7年）5月 - 北校舎の大規模改築工事を完了。
- 1996年（平成8年）8月 - パソコン室が完成。
- 2000年（平成12年）3月 - 新給食室が完成。
- 2001年（平成13年）3月 - 補助プールが完成。
- 2004年（平成16年）
  - 4月 - 2学期制を完全実施。　　
  - 10月 - 韓国全州北初等学校の児童が来校。
- 2007年（平成19年）6月 - 大塚わくわく児童クラブの活動を開始。
- 2016年（平成28年）
  - 1月 - 西校舎に児童クラブを設置。
  - 5月14日 - 西校舎1階において火災が発生。
- 2017年（平成29年）3月 - 西校舎火災復旧工事が完成。
- 2021年（令和3年）11月27日 - 創立50周年を記念し、花火を打ち上げる。

## 交通アクセス
最寄りの鉄道駅
- JR九州 日豊本線 「宮崎駅」

最寄りのバス停留所
- 宮崎交通バス（宮交バス）「大塚台センター前」バス停下車

最寄りの幹線道路
- 国道10号（宮崎西バイパス）

## 周辺
- 大塚地区交流センター（旧・大塚公民館）
- 宮崎市立大塚中学校
- ひまわり保育園
- 宮崎南警察署大塚台警察官駐在所
- 宮崎大塚台団地郵便局
- 宮崎銀行大塚台出張所